# Buschhorn (Bergisch Gladbach)
Buschhorn ist ein Ortsteil im Stadtteil Schildgen von Bergisch Gladbach.

## Geschichte
Die Siedlung Buschhorn war aus einer frühmittelalterlichen Hofgründung hervorgegangen, die im 18. Jahrhundert  als Boischorn in Verbindung mit einem Personennamen erwähnt wurde. Das Urkataster verzeichnet den Weiler Buschorn, der 1830 ein Ackergut mit neun Bewohnern umfasste, an dem Reutersweg (Verbindungsweg der herzöglichen Residenz in Düsseldorf und dem Jagdschloss in Bensberg, die heutige Voiswinkeler Straße war ein Teilstück) in der Gemeinde Unterodenthal. Eine größere Anzahl steinzeitlicher Funde bei Buschhorn lässt auf eine vor- und frühgeschichtliche Besiedlung schließen.
Die Topographia Ducatus Montani des Erich Philipp Ploennies, Blatt Amt Miselohe, belegt, dass der Wohnplatz 1715 als Hof kategorisiert wurde und mit Buschhorn bezeichnet wurde. Carl Friedrich von Wiebeking benennt die Hofschaft auf seiner Charte des Herzogthums Berg 1789 als Buschborn. Aus ihr geht hervor, dass Buschhorn zu dieser Zeit Teil von in der Herrschaft Odenthal war. Unter der französischen Verwaltung zwischen 1806 und 1813 wurde die Herrschaft aufgelöst. Buschhorn wurde politisch der Mairie Odenthal im Kanton Bensberg zugeordnet. 1816 wandelten die Preußen die Mairie zur Bürgermeisterei Odenthal im Kreis Mülheim am Rhein.
Der Ort ist auf der Topographischen Aufnahme der Rheinlande von 1824, auf der Preußischen Uraufnahme von 1840 und ab der Preußischen Neuaufnahme von 1892 auf Messtischblättern regelmäßig als Buschhorn verzeichnet. Buschhorn war seit jeher Teil der katholischen Pfarrgemeinde Odenthal bis zur Abpfarrung von Schildgen.
Im Zuge der kommunalen Neugliederung kam Buschhorn 1975 mit Schildgen zur Stadt Bergisch Gladbach.
| Jahr | Einwohner | Wohn- gebäude | Kategorie  |
| ---- | --------- | ------------- | ---------- |
| 1822 | 8         |               | Ackergüter |
| 1830 | 9         |               | Ackergut   |
| 1845 | 14        | 3             | Ackergüter |
| 1871 | 19        | 3             | Hofstelle  |
| 1885 | 12        | 3             | Wohnplatz  |
| 1895 | 11        | 2             | Wohnplatz  |
| 1905 | 12        | 3             | Wohnplatz  |

## Etymologie

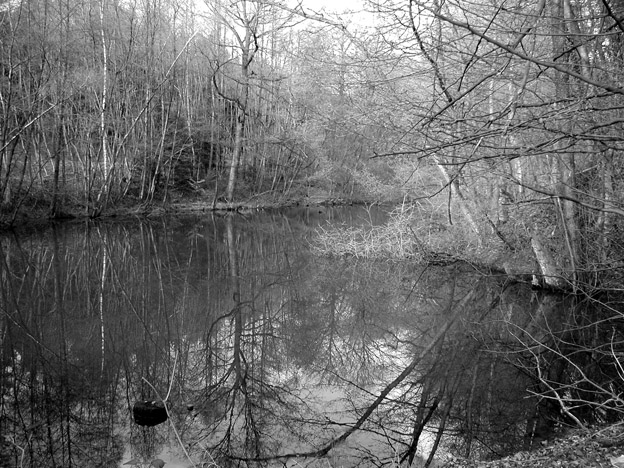
Pinge der Grube Eduard & Amalia, im Volksmund „Grüner Weiher“ genannt

Das Grundwort horn leitet sich als Beschreibung des Geländes aus dem mittelhochdeutschen horn (= Horn, hervorstehende Spitze) ab und bezeichnet im Niederbergischen eine vorspringende Waldspitze bzw. einen spitz auslaufenden Flurteil.

## Bergbau
In der Umgebung von Buschhorn befand sich die Grube Eduard & Amalia. Es sind nur noch wenige Relikte zu finden. Südlich von Buschhorn liegt die ausladende Halde des Maschinenschachts. Im sich anschließenden Tal ist der so genannte Grüne Weiher. Dabei handelt es sich um eine Pinge von ehemaligem Tagebau, die später voll Wasser gelaufen ist.